# Острани
Острани — колишнє окреме село в окрузі Рімавська Собота, з 1960 року частина сусідного села Грушово.

## Місцезнаходження
Розташований на південному краю Ревуцької верховини, на Покорадзскей рівнині, над долиною річки Блг, на висоті 310 м над рівнем моря.
Село лежить на дорозі III класу, що веде від Луковішті до Теплого Врху, 4 км на південь від Грушово.

## Культура та пам'ятки
Костьол Євангелічної церкви Аугсбургської Сповіді у Словаччині.